# 埃德·里姆库斯
埃德·里姆库斯（英語：Ed Rimkus，1913年8月10日—1999年5月17日），美国男子雪车运动员。他曾代表美国参加1948年冬季奥林匹克运动会雪车比赛，联同弗朗西斯·泰勒、帕特里克·马丁和威廉·达米科获得四人金牌。